# Strojní mechanik

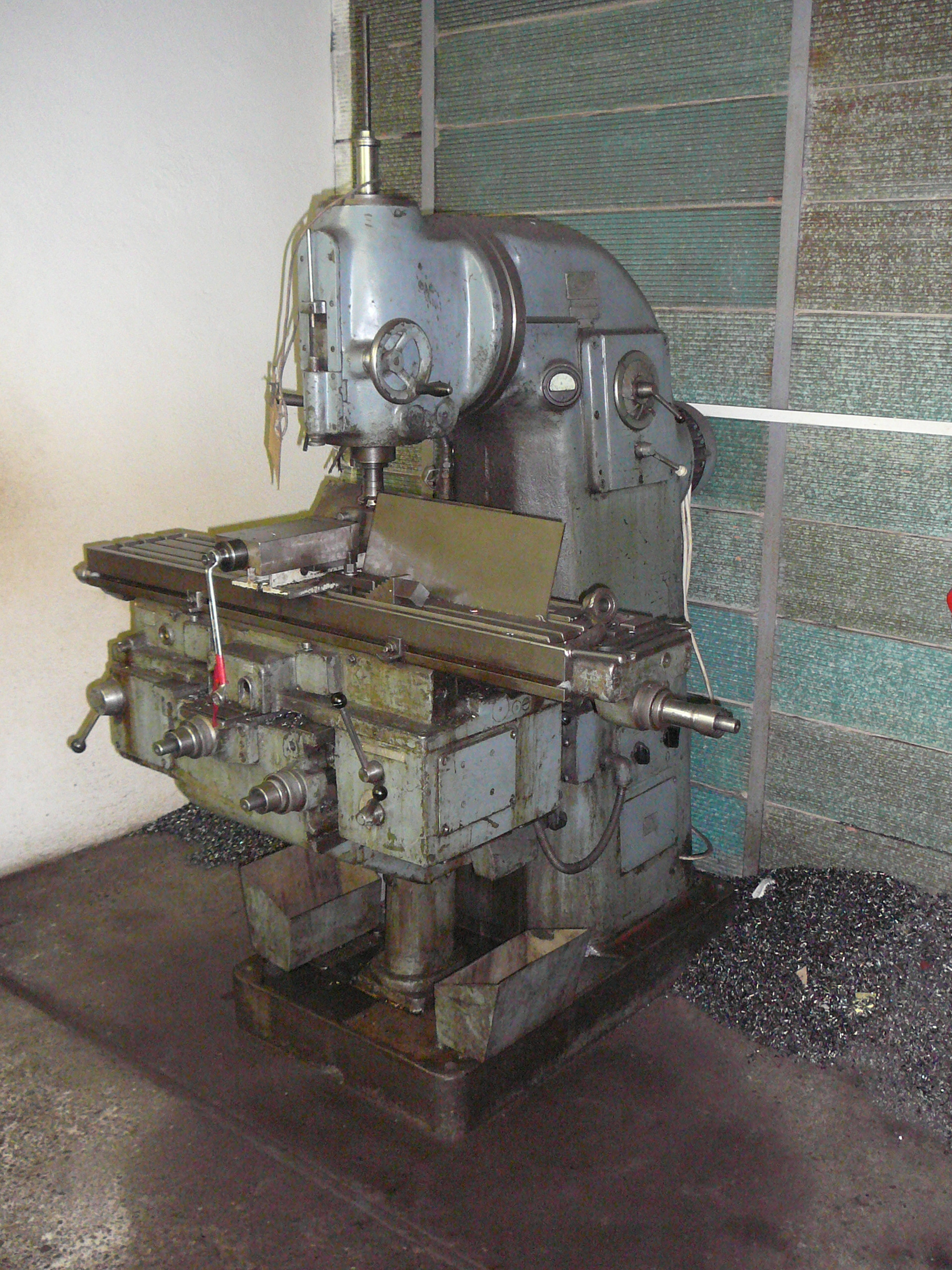
Frézka pro obrábění kovu

Strojní mechanik je odborná profese především ve strojírenském a výrobním průmyslu. Strojní mechanik se zabývá opravami a údržbou provozů, strojů, přístrojů, zařízení, dopravních prostředků. Výsledkem jeho práce je jejich provozuschopný stav a bezproblémový chod strojů. 

## Náplň práce
Ošetřování a údržba strojů a zařízení, zjišťování poruch a provádění oprav, servis strojů, montáž a demontáž zařízení a strojů, ruční opracovávání  strojních součástí, svářečské práce, strojní obrábění nebo také zpracování náčrtků a podkladů.

## Pracovní nástroje

### Pracovní prostředky
Ruční nářadí, kleště, klíče, kovoobráběcí nástroje, soustruhy, frézky, vrtačky, brusky atd.

### Ochranné prostředky
Brýle, bezpečnostní helma, svářecí kukla, svářecí brýle, rukavice s manžetou, rukavice, svářečské kamaše, pracovní boty, pracovní oděv

### Svařování
Pod ochrannou atmosférou CO2, argon. Plamen (acetylén a kyslík).

## Osobnostní vlastnosti a předpoklady
Manuální zručnost, důslednost, přesnost a technické myšlení. Většinou je nutné pro tuto profesi odborné střední vzdělání s výučním listem v oboru nástrojář nebo strojní mechanik.